# Маурицијус на Светском првенству у атлетици на отвореном 2013.
Маурицијус је учествовао на 14. Светском првенству у атлетици на отвореном 2013. одржаном у Москви од 10. до 18. августа четрнаести пут, односно учествовао је на свим првенствима до данас. Репрезентацију Маурицијуса представљао је један атлетичар који се такмичио у троскоку.,
На овом првенству представник Маурицијуса није освојио ниједну медаљу. Није било нових националних и других рекорда.

## Резултати

### Мушкарци
| Атлетичар    | Дисциплина | Лични рекорд | Квалификације | Квалификације | Финале               | Финале       | Детаљи |
| Атлетичар    | Дисциплина | Лични рекорд | Резултат      | Место         | Резултат             | Место        | Детаљи |
| ------------ | ---------- | ------------ | ------------- | ------------- | -------------------- | ------------ | ------ |
| Џонатан Драк | троскок    | 16,11        | 15,54         | 11. у гр. Б   | Није се квалификовао | 20 / 20 (22) |        |